# Emmeline and Christabel Pankhurst Memorial

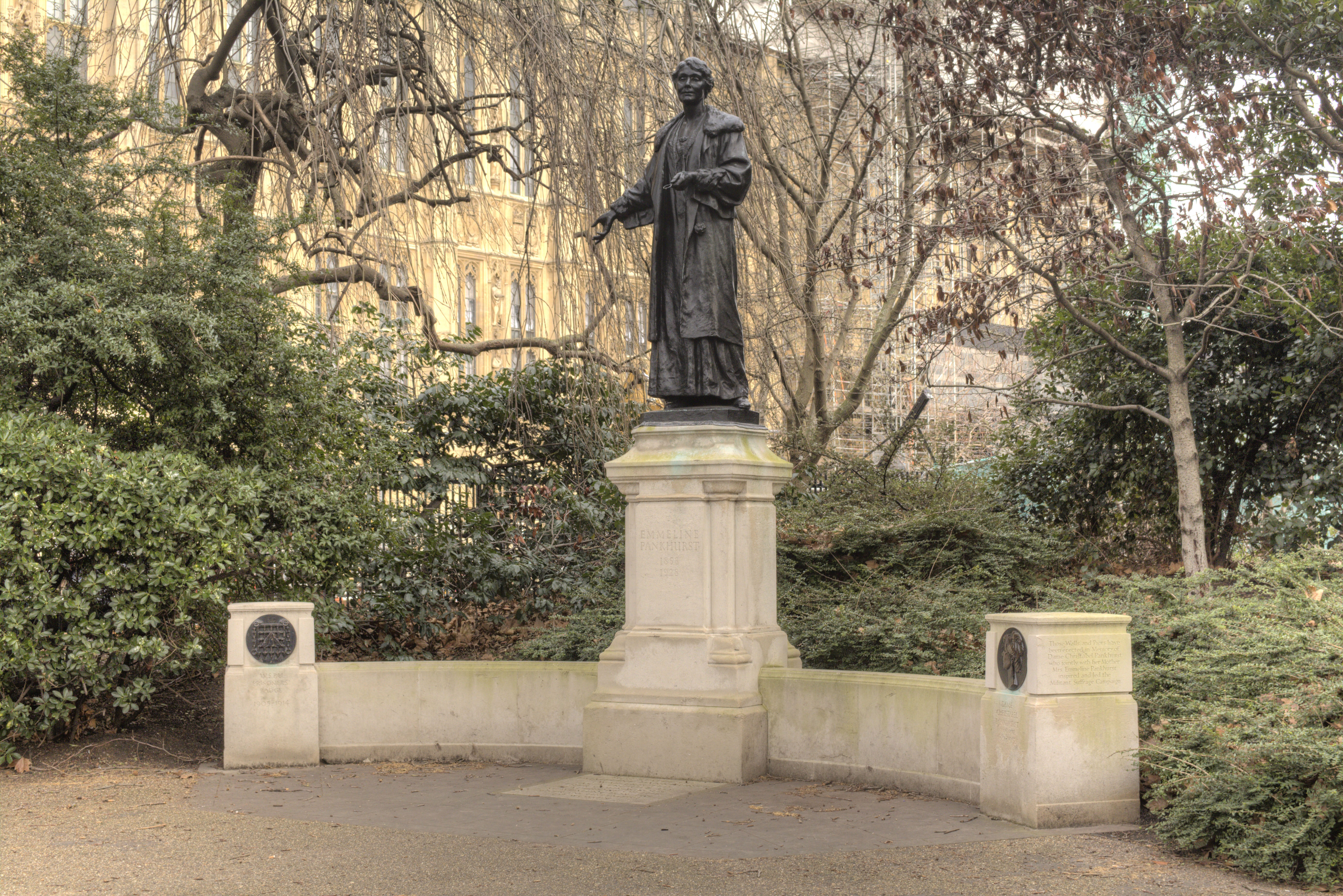
Das Denkmal im Jahr 2015

Das Emmeline and Christabel Pankhurst Memorial ist ein Denkmal in London, das Emmeline Pankhurst und ihrer Tochter
Christabel gewidmet ist, den zwei führenden britischen Suffragetten. Es steht am Eingang zu den „Victoria Tower Gardens“, die sich südlich des „Victoria Tower“ an der Südwestecke des Palastes von Westminster befinden. Am auffallendsten an ihm ist die Bronzestatue von Emmeline Pankhurst, die Arthur George Walker geschaffen hat und die 1930 enthüllt wurde. 1958 wurde die Statue an ihren jetzigen Standort versetzt und Bronzereliefs wurden hinzugefügt, die an Christabel Pankhurst und die WSPU erinnern sollen.

## Die originale Enthüllung

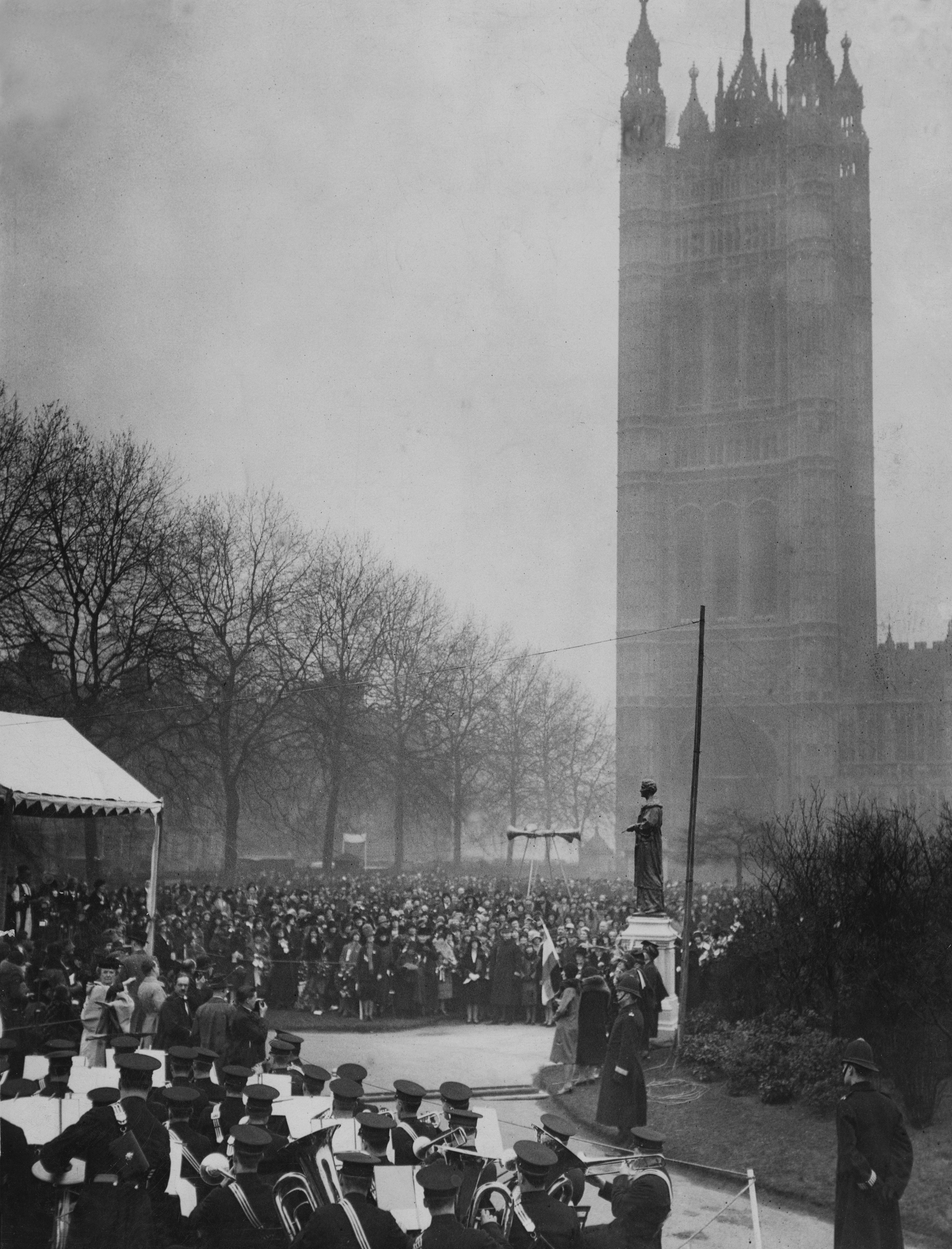
Die Enthüllung der Statue 1930

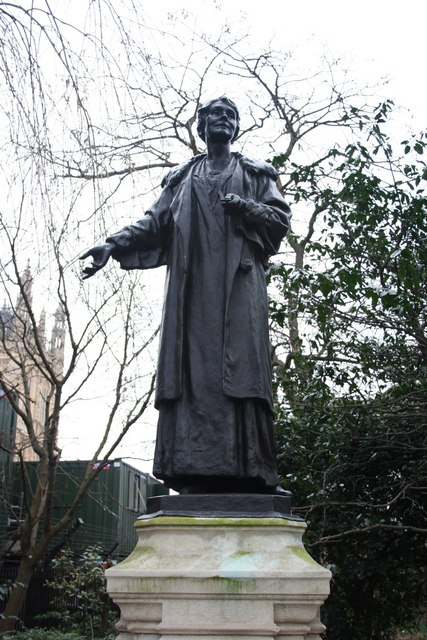
Die Statue von 1930

Kurz nach Emmeline Pankhursts Tod im Jahr 1928 wurde ein „Pankhurst Memorial Fund“ (Gedächtnisfonds Pankhurst) eingerichtet, von ihren Mit-Suffragetten Rosamund Massey und Katherine „Kitty“ Marshall (Pankhursts früherer Leibwächterin in der Women’s Social and Political Union (WSPU)) als den beiden Sekretärinnen. Der Zweck des Fonds war die Errichtung eines Grabdenkmals, der Erwerb Georgina Brakenburys Porträt von Pankhurst und die Errichtung einer Statue im öffentlichen Raum. Einige Beobachter wie Nancy Astor glaubten, dass die Idee einer Statue unangemessen sei, denn Pankhurst selbst glaubte nicht, dass sie geeignet für ein Standbild sei. Weiterhin gebe es für die Briten gerade karge Zeiten, die dem Projekt finanziell enge Grenzen setzen würden. In Wirklichkeit war das Auftreiben des Geldes, das hauptsächlich von der Herausgeberin der Zeitschrift The Suffragette,
Rachel Barrett, organisiert wurde, nicht das Problem; das wahre Problem war die Suche nach einem Standort.
Obwohl der „Chief Commissioner of Public Works“, Sir Lionel Earle, dem Fall wohlwollend gegenüber stand, glaubte er, es wäre unpraktisch, die Statue in Westminster aufzustellen. Nachdem mehrere Standorte verworfen worden waren, erhielt Marshall die Erlaubnis, die Statue in einer Ecke des „Victoria Tower Gardens“, nahe den Houses of Parliament, zu errichten. Obwohl dies ein spezielles Parlamentsgesetz erforderlich machte, sorgte der konservative Abgeordnete William Bull für die rasche Verabschiedung.
Von Arthur George Walker wurde eine Bronzestatue von Emmeline Pankhurst geschaffen; sie streckt die Arme aus, als ob sie eine versammelte Menge ansprechen wolle. Sir Herbert Baker war der Architekt des Sockels. Der Fonds deckte die Kosten des Sockels und der Statue, ferner zahlte er auch für die künftigen Unterhaltskosten 160 Pfund an das „Ministry of Works“ und weitere 330 Pfund für die dauernde Aufstellung einer Blumenschale nahe dem Denkmal.
Enthüllt wurde das Denkmal am 6. März 1930 von Premierminister Stanley Baldwin. Marshall hatte zwei Plattformen nahe der Statue errichten lassen, eine für die Redner, Baldwin, Lady Rhondda und Fred Pethick-Lawrence und die andere für eine Festkapelle. Lautsprecher wurden aufgestellt und die Podeste mit den Farben der WSPU geschmückt.
In der Rede von Baldwin hieß es: „I say with no fear of contradiction, that whatever view posterity may take, Mrs. Pankhurst has won for herself a niche in the Temple of Fame which will last for all time.“ (deutsch: Ich sage folgendes ohne Angst vor einem Widerspruch, dass, was auch immer man in Zukunft denken wird, Frau Pankhurst für sich selbst eine Nische im Tempel des Ruhmes gewonnen hat, die alle Zeiten überdauern wird.) Die Komponistin Ethel Smyth, eine enge Freundin von Pankhurst, dirigierte die Metropolitan Police-Band während der Enthüllungsfeier, man spielte ein Arrangement ihres Liedes The March of the Women und Musik aus ihrer Oper The Wreckers. Der „The March of the Women“ (Marsch der Frauen) war die Hymne der Frauenwahlrechtsbewegung.

## Versetzung des Denkmals 1958
1958 wurde das Denkmal von seinem ursprünglichen Standort im Süden des Gartens auf einen neuen Platz weiter nördlich verlegt; und eine niedrige halbrunde Steineinfassung wurde zu beiden Seiten der Statue gebaut. An deren Enden wurden Bronze-Medaillons, geschaffen von Peter Hills, angebracht. Diese stellen links die „prison brooch“ (Gefängnisbrosche) oder das „badge“ (Abzeichen) der WSPU dar, und auf der rechten Seite ist eine Profilbüste von Christabel Pankhurst angebracht, die 1958 verstorben war. Die Enthüllung dieser zweifachen Gedenkstätte fand am 13. Juli 1959 durch den Lord Chancellor, Lord Kilmuir statt.
Sylvia Pankhurst starb 1960, an sie wird hier nicht erinnert.
Dem Denkmal wurde 1970 die Eintragung in die „listed buildings“ (gelistete Denkmäler/Gebäude) zugesprochen.

## Vorgeschlagene Verlegung im Jahr 2018
Im August 2018 bemühte sich eine Gruppe, die sich „The Emmeline Pankhurst Trust Limited“ nannte  und vom vormaligen konservativen Abgeordneten Neil Thorne angeführt wurde, die Planungserlaubnis für die Verlegung des Denkmals vom Platz neben dem Parlament auf den Privatgrund der Regent’s University London zu bekommen. 889 Einwände dagegen wurden vorgebracht, auch von den Abgeordneten Caroline Flint und Vicky Ford sowie von der Aktivistin Caroline Criado-Perez. Daraufhin wurde der Antrag am 14. September zurückgezogen.

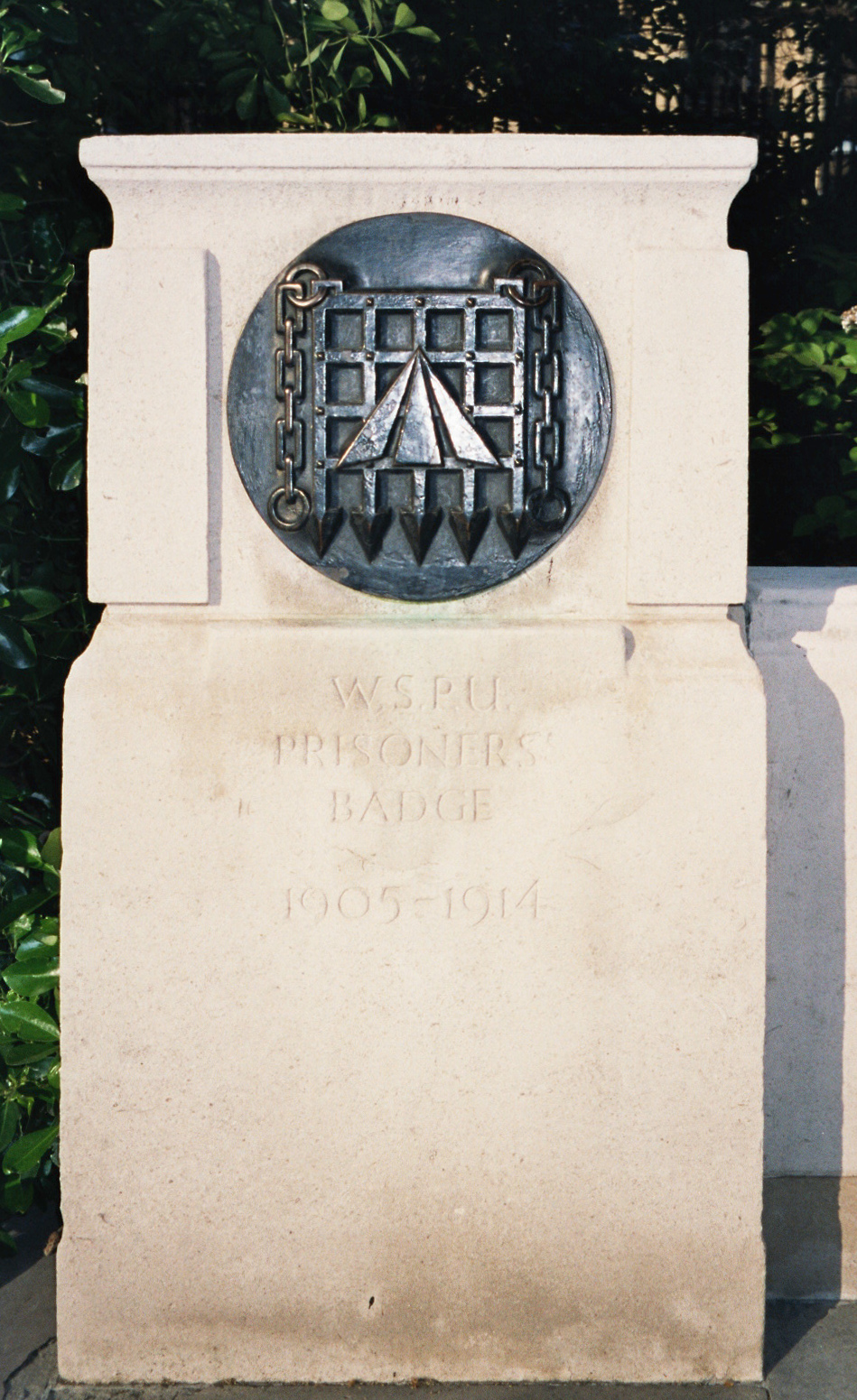
Links, das Abzeichen der Gefangenen der WSPU, bekannt als die „Holloway brooch“ (Holloway-Brosche), entworfen von Sylvia Pankhurst 1909
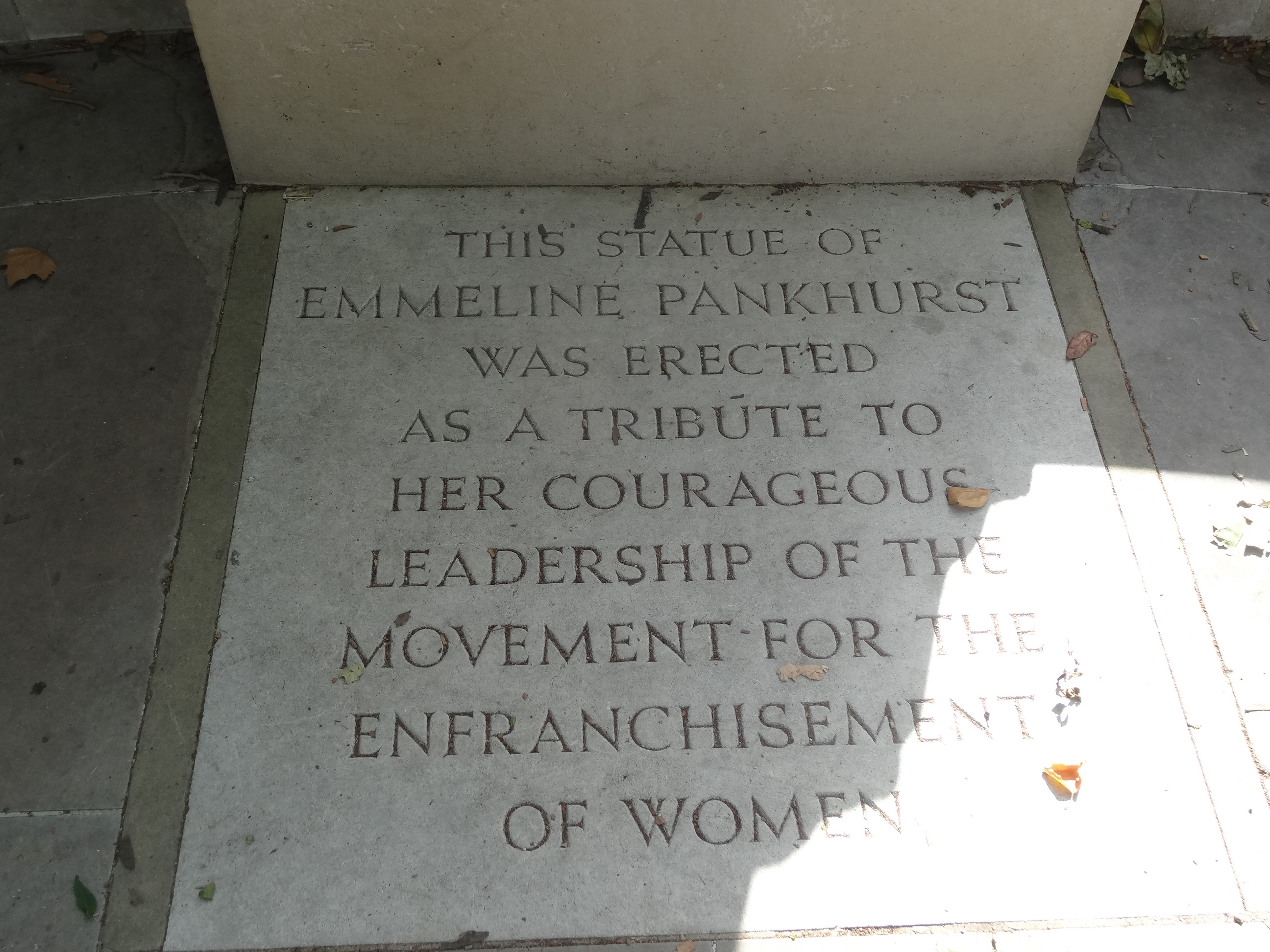
Inschrift zu Füßen der Statue
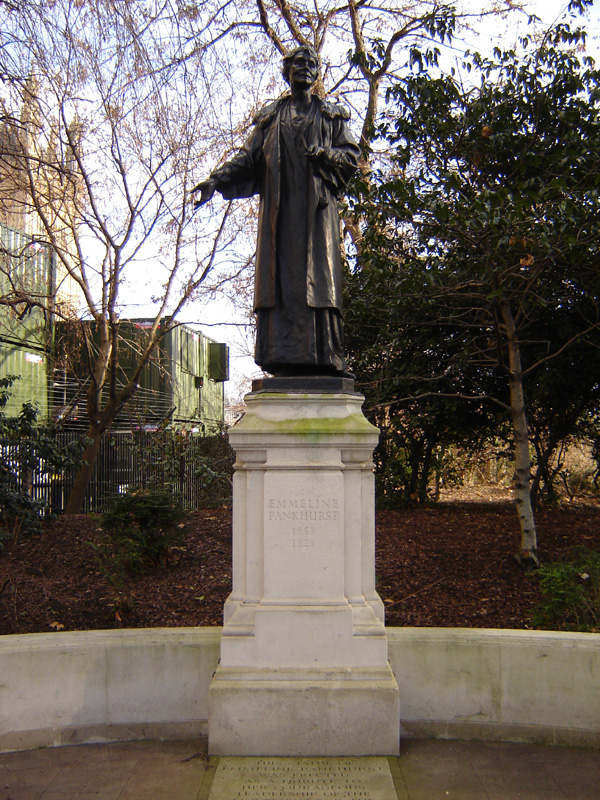
Zentrum, die Statue von Emmeline Pankhurst
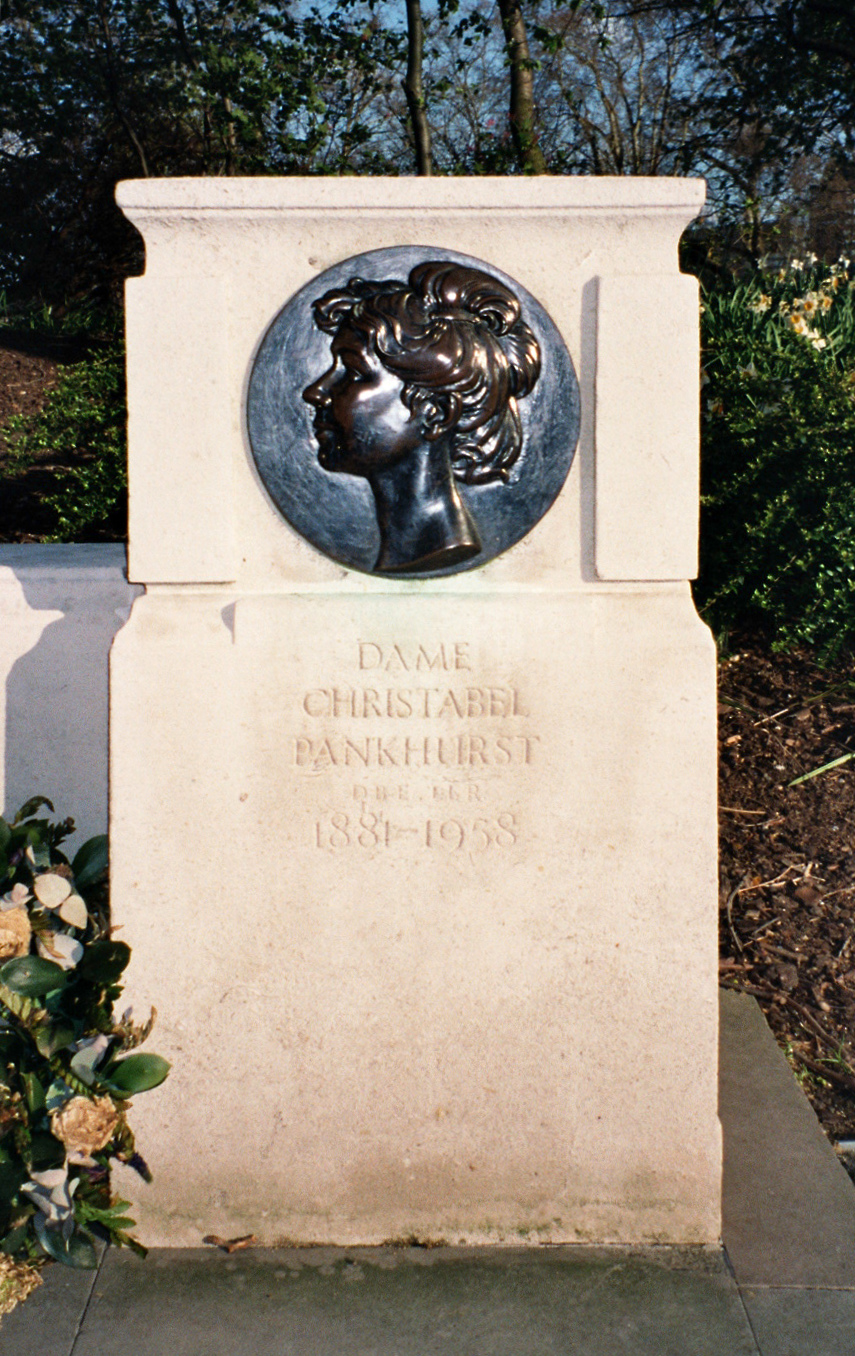
Rechts, ein Porträt-Medaillon von Dame Christabel Pankhurst, 1880–1958